# سبام سكور
السِبامْ سُكُور (بالإنجليزية: Spam Score)‏، هو نسبة الممارسات المحظوره التي يحتويها موقع ما، اطلقت Moz هذا التقييم منذ فتره لمعرفة المواقع الجيده التي لا تستخدم اساليب سيو الملتويه من المواقع التي تستخدم اساليب تثير الريبة. يكون هذا التقييم من 0 إلى 100 حيث يكون صاحب التقييم 0 spam score سمعه أفضل من التي تحصل علي درجات متقدمه مثل 50% مثلا، تختلف خطورة هذا التقيم باختلاف درجاته وتم تقسيمها من حيث الخطورة الي 3 تصنيفات:
- من 0 - 30 تعتبر نسبة منخفضة.
- من 31 - 60 نسبة متوسطة.
- من 61 - 100 نسبة عالية الخطورة.

يعتبر السبام سكور من مواصفات الجودة للمواقع مثل الدومين اثورتي والبيج اثورتي.

## عوامل تقييم السبام سكور
1- محتوي الموقع: من أوائل عوامل تقييم السبام سكور هو قيمة المحتوى الذي يقدمه الموقع لانه كلما كان المحتوى ضعيفا وليس منه فائدة كلما زاد في Spam Score وخصوصا المواقع التي تقوم بنسخ المحتوى الغير مرخّص تحت رخصة المشاع الإبداعي حيث يتم معاقبتها من جوجل ويمكن أن تتضمن العقوبة عدم أرشفة الموقع أو حتّى إزالته.
2- الروابط الخلفية Backlinks: من الاشياء الضارة جدا للموقع الإلكتروني بالنسبة الروابط الخلفية هو الحصول علي تلك الروابط من صفحات مصممة خصيصا لتصدير الباك لينكس، مثالاً عندما تجد صفحة تعطيك باك لينك وعند مرحلة تتبع وتحليل الباك لينكس تجد أنّ هذه الصّفحة يخرج منها 2000 لينك فهذا غير طبيعي وغير صحيح بالنسبة لـ جوجل، وبالتأكيد يؤثر في تقييم سبام كل باك لينك مثل هذا.
3- الروابط الداخلية Interlinks: إهمال الربط الداخلي للموقع يوضح لـ جوجل ان الموقع ضعيف وهزيل وان المحتوى غير قوي وغير متناسق فبالتالي هذا المعيار يؤثر علي تقييم السبام سكور، لذلك مهم عمل الروابط الداخلية بين الصفحات والمقالات في الموقع وخصوصا ذات الصلة.
4- مكان الروابط الخارجية: ليس فقط عدد الباك لينكس هو المقياس الوحيد انما أيضا مكان الباك لينك في الصفحة يحدد قوة الباك لينك مثل وضع اللينك في الفوتر أو وضعه في Sidebar فهذا يعتبر Spam ، حيث أن أفضل طريقة لوضع الروابط الخارجية هي تحت المقالة لتعتبر كـ مصادر.
9- طول النطاق: اختيار اسم الدومين له قواعد يجب اتباعها والتعمد في استخدام اسم دومين طويل بغرض حشو الكلمات المفتاحية به يصنف علي انه سبام.
10- اسم النطاق: بما انه اساسا من قواعد اسم الدومين الا يتم وضع به ارقام، فوجود ارقام كثير أيضا يصنف علي انه سبام.

## السبام سكور ومحرّكات البحث
تعتمد محرّكات البحث على عدّة عوامل وإشارات لترتيب الصّفحات على نتائج البحث، غير أنّ معظمها أو جلّها لا يعتمد سبام سكور كإشارة ترتيب، ومحرّك بحث جوجل كمثال.